# 川上弾薬庫
座標: 北緯34度27分20.2秒 東経132度40分58.8秒 / 北緯34.455611度 東経132.683000度
川上弾薬庫（かわかみだんやくこ；Kawakami Ammunition Depot）は、広島県東広島市八本松町宗吉にある弾薬庫。

## 概要
JR山陽本線八本松駅の北側にある。広島県呉市に司令部がある在日米陸軍秋月弾薬廠第83兵器大隊が管理する、東アジア最大の貯蔵量の弾薬庫群の中の一つ。約260ヘクタールの敷地面積と、4万トンの貯蔵能力を持ち、同弾薬庫群の中では最大である。最新の弾薬整備システムや補修工場も備わっている。アメリカ本土から来た輸送船が、呉市広の沖合に停泊し広弾薬庫を経由する形で、川上弾薬庫で貯蔵する場合が多い。

## 地域との関係
弾薬を載せたトラックが周辺の道路を走ることへの批判も多く、東広島市が撤去を求めている。しかし、施設内では東広島市に住む駐留軍等労働者が多く働いていること、弾薬運搬時には地元の運送業者が指定されていること、東広島市へは数億円規模の補償金が出ていることなどがあり、撤去されることでそれらの雇用や経済的利益が失われてしまうことから問題は複雑になっている。なお、輸送の日程やルートなどは、経由する自治体に事前に通知される。ベトナム戦争や湾岸戦争などに弾薬を供給した。

## 沿革
- 1942年 - 旧日本海軍が建設[3]。戦後、米軍が接収した[3]。
- 1957年 - 一時遊休状態になる[3]。
- 1967年 - ベトナム戦争のため運用を再開[3]。
- 2000年 - 不用になった小銃弾などの加熱処理を始める[2]。
- 2009年 - 加熱処理の際騒音が出るとの苦情を受け、東広島市が調査。
- 2014年 - 中国四国防衛局により防音工事竣工。